# Amanda Dudamel
Amanda Dudamel Newman (Mérida, 19 de octubre de 1999) es una modelo, diseñadora de moda, filántropa y reina de belleza venezolana, ganadora del Miss Venezuela 2021 y primera finalista del concurso de belleza Miss Universo 2022. Es conocida también por ser hija del exportero y exdirector técnico de la selección de fútbol de Venezuela Rafael Dudamel.

## Biografía y trayectoria
Amanda Dudamel nació en Mérida, Venezuela y creció entre Mérida y Yaracuy. Su padre, es el exfutbolista, director técnico y comentarista deportivo venezolano Rafael Dudamel  y su madre, es Nahir Alicia Newman Torres (1972), agente inmobiliaria y arquitecta venezolana, nacida en Mérida. 
Tiene una hermana, Victoria (2004)   y tres medios hermanos, Rafael (2015), Salvador (2018) y Salomón Dudamel Duque (2023).
Amanda, se encuentra radicada en la ciudad de Caracas, desde 2021.
Debido al trabajo de sus padres, durante su niñez y adolescencia, estuvo viviendo durante algunas temporadas fuera de Venezuela; en varios países, como: Colombia, Canadá, Chile, Argentina y Sudáfrica, en este último donde aprendió a hablar inglés.
Dudamel, estudió la carrera de diseñadora de moda en Istituto Europeo di Design en Roma, Italia, con una especialización posterior en moda sostenible en el London College of Fashion, gracias a una beca de estudios obtenida en su ciudad natal, Mérida. Habla fluidamente, además de español, inglés e italiano.
Dudamel, es directora creativa de “Made in Petare”, una marca de carteras y accesorios, sin fines de lucro, que tiene como objetivo principal empoderar, formar y educar a madres y niños del barrio de Petare, y sustentar económicamente a la fundación “Un par por un Sueño”, la cual se encarga de recolectar y donar zapatos. También, es dueña y CEO de su propia marca de ropa "By Amanda Dudamel" y cofundadora de la marca "Reborn the Brand", así como la directora del proyecto de impacto social "Emprendiendo e Impactando".

### Vida personal
A los trece años, inició una relación con el tenista venezolano; Daniel Andrés Roa Farías (1996). El 19 de enero de 2025, anunció su compromiso matrimonial y el 19 de agosto de ese año, se casaron.

## Concursos de belleza

### Miss Venezuela 2021
Amanda Dudamel representó a la (Región de los Andes) cómo (Región Andina) en el certamen del Miss Venezuela 2021, realizado la noche del jueves 28 de octubre de 2021 en la ciudad de Caracas, en el que resultó triunfadora, obteniendo el derecho de representar a Venezuela en el Miss Universo 2022. Es la primera vez que una candidata representante de dicha región (Región Andina), compite y es electa como Miss Venezuela en toda la historia del certamen. 
En general Dudamel es la tercera Miss Venezuela oriunda del estado Mérida, junto a Ana Griselda Vegas (Miss Venezuela 1961) y Stefanía Fernández (2009), curiosamente ninguna representó a su estado natal Mérida como tal; Vegas lo lograría en representación del Distrito Federal, Fernández en representación del estado Trujillo y Dudamel en representación de la Región de los Andes venezolanos en su totalidad.
El 18 de noviembre de 2021, Dudamel realizó su primer desfile como diseñadora de moda en Venezuela con su marca de ropa REBORN THE BRAND.
En enero del 2022 participó en un comercial de la marca de cuidado del cabello Drene.
El 24 de mayo de 2022, estuvo modelando en el Fashion Show de la colección primavera verano, titulado canto a Caracas del diseñador de moda venezolano Giovanni Scutaro.
Durante su reinado como Miss Venezuela, creó su proyecto social, titulado "Dale play al éxito" un programa de formación en donde ha trabajado con un grupo de hombres y mujeres, en el sector la agricultura, Petare ubicado en el estado Miranda (Venezuela).
Ha fungido como vocera de fundaciones como Smile Train y ACNUR.
También lanzó su plataforma digital, que lleva por nombre "Voice Across The Universe" en donde ha entrevistado a varias candidatas al Miss Universo 2022, entre las que se encuentran las representantes de: Argentina, Brasil, Corea, Curazao, Colombia, España, Filipinas, Ghana, Panamá, Kosovo, México, Honduras, India, Indonesia, Italia, Paraguay, Portugal, Ucrania, Uruguay, etc.
El 16 de noviembre de 2022, coronó a su sucesora Diana Carolina Silva, representante del Distrito Capital, como Miss Venezuela 2022. El certamen fue realizado en el Poliedro de Caracas, por primera vez desde 2013.

### Miss Universo 2022
Como Miss Venezuela, Dudamel representó a su país Venezuela en Miss Universo 2022. Contienda que se llevó a cabo la noche del 14 de enero de 2023 en la ciudad de Nueva Orleans, Estados Unidos, quedando como la primera finalista del certamen. Es en general la séptima venezolana en la historia en obtener esta posición en el certamen Miss Universo, después de Mariela Pérez (1967), Judith Castillo (1976), Marena Bencomo (1997), Veruska Ramírez (1998), Claudia Moreno (2000) y Mariángel Ruiz (2003).
Durante su participación en Miss Universo, Dudamel utilizó diseños propios, de una cápsula colección de moda llamada "Phygital Universe", con el propósito de fusionar las mejores cualidades del mundo físico y del entorno digital en una cápsula de distintos outfits. Las creaciones inéditas se presentaron a través de plataformas digitales como Instagram, en sus respectivas versiones 3D Amanda fue una de las grandes favoritas para ganarse la corona, y hubo una gran polémica la noche del Miss universe donde la mayoría de personas de diversos países al ver que no fue la ganadora gritaron “Fraude”. 

## Cronología
| Predecesora: Nadia Ferreira      | 1° Finalista en Miss Universo 2022 | Sucesora: Anntonia Porsild |
| Predecesora: Luiseth Materán     | Miss Venezuela Universo 2022       | Sucesora: Diana Silva      |
| Predecesora: Mariángel Villasmil | Miss Venezuela 2021                | Sucesora: Diana Silva      |

| Venezuela en los Grand Slam 2022 | Venezuela en los Grand Slam 2022 | Venezuela en los Grand Slam 2022 | Venezuela en los Grand Slam 2022 | Venezuela en los Grand Slam 2022 | Venezuela en los Grand Slam 2022 | Venezuela en los Grand Slam 2022 |
| Miss Universo                    | Miss Mundo                       | Miss Internacional               | Miss Intercontinental            | Miss Tierra                      | Miss Supranacional               | Miss Grand Internacional         |
| -------------------------------- | -------------------------------- | -------------------------------- | -------------------------------- | -------------------------------- | -------------------------------- | -------------------------------- |
| Amanda Dudamel                   | Ariagny Daboín                   | Isbel Parra                      | Emmy Carrero                     | Oriana Pablos                    | Ismelys Velásquez                | Luiseth Materán                  |

- Datos: Q109317366